# Premier district congressionnel du Missouri
Le 1er district congressionnel du Missouri se trouve dans la partie orientale de l'État. Il comprend toute la ville de Saint-Louis et une grande partie du nord du Comté de Saint-Louis, y compris les villes de Maryland Heights, University City, Ferguson et Florissant. Avec un indice de CPVI de D+27, c'est le district le plus démocrate du Missouri. Environ la moitié de la population du district est afro-américaine.
Son représentant actuel est le démocrate Wesley Bell, élu en 2024. William Lacy Clay, Jr., représentait auparavant le district entre 2001 et 2021, succédant à son père, William Lacy Clay, Sr. Cori Bush, progressiste et leader des manifestations de Ferguson, a battu Clay lors de la primaire du 4 août 2020. Bush avait perdu la même primaire en 2018 par 20 points contre Clay.

## Géographie
| #   | Comté              | Siège     | Population |
| --- | ------------------ | --------- | ---------- |
| 189 | Comté de St. Louis | Clayton   | 987 059    |
| 510 | St. Louis          | St. Louis | 293 310    |

### Villes et CDPS de 10 000 habitants ou plus
- St. Louis - 293 310
- Florissant - 52 533
- University City - 35 065
- Maryland Heights - 28 284
- Hazelwood - 25 458
- Webster Groves - 24 010
- Old Jamestown - 19 790
- Creve Coeur - 18 834
- Ferguson - 18 527
- Spanish Lake - 18 413
- Clayton - 17 355
- Overland - 15 955
- Saint Ann - 13 019
- Jennings - 12 895
- Bridgeton - 11 445
- Bellefontaine Neighbors - 10 740

### Villes de 2 500 à 10 000 habitants
- Richmond Heights - 9286
- Ladue - 8989
- Olivette - 8504
- Brentwood - 8233
- Berkeley - 8228
- Black Jack - 6634
- St. John - 6643
- Glendale - 6176
- Dellwood - 4914
- Rock Hill - 4750
- Glasgow Village - 4584
- Breckenridge Hills - 4458
- Normandy - 4287
- Woodson Terrace - 3950
- Castle Point - 2815
- Pine Lawn - 2754
- Pagedale - 2554

## Historique de vote
| Année | Poste     | Résultats               |
| ----- | --------- | ----------------------- |
| 2000  | Président | Gore 72,0 % - 20,0 %    |
| 2004  | Président | Kerry 75,0 % - 25,0 %   |
| 2008  | Président | Obama 79,7 % - 19,4 %   |
| 2012  | Président | Obama 80,0 % - 19,0 %   |
| 2016  | Président | Clinton 77,0 % - 19,0 % |
| 2020  | Président | Biden 80,3 % - 18,1 %   |

## Liste des Représentants du district
| Membre                          | Parti                               | Années                          | Congrès     | Histoire électorale | Zone géographique |
| ------------------------------- | ----------------------------------- | ------------------------------- | ----------- | --- | ----------------- |
| District établit le 4 mars 1847 |                                     |                                 |             | |                   |
| James B. Bowlin (en)            | Démocrate                           | 4 mars 1847 - 3 mars 1851       | 30e , 31e   | Redécoupage depuis le district at-large et réélu en 1846. Réélu en 1848. perd sa réélection. |                   |
| John F. Darby (en)              | Whig                                | 4 mars 1851 - 3 mars 1853       | 32e         | Élu en 1850. Retrait. |                   |
| Thomas Hart Benton              | Démocrate                           | 4 mars 1853 - 3 mars 1855       | 33e         | Élu en 1852. perd sa réélection. |                   |
| Luther M. Kennett (en)          | Opposition Party (en)               | 4 mars 1855 - 3 mars 1857       | 34e         | Élu en 1854. perd sa réélection. |                   |
| Francis P. Blair Jr. (en)       | Républicain                         | 4 mars 1857 - 3 mars 1859       | 35e         | Élu en 1856. perd sa réélection. |                   |
| John R. Barrett (en)            | Démocrate                           | 4 mars 1859 - 8 juin 1860       | 36e         | Élu en 1858. perd la contestation de son élection. |                   |
| Francis P. Blair Jr. (en)       | Républicain                         | 8 juin 1860 - 25 juin 1860      | 36e         | Remporte la contestation de son élection. Démissionne. |                   |
| Vacant                          | Vacant                              | 25 juin 1860 - 3 octobre 1860   | 36e         | |                   |
| John R. Barret (en)             | Démocrate                           | 3 octobre 1860 - 3 mars 1861    | 36e         | Élu pour terminer le mandat de Blair. perd sa réélection. |                   |
| Francis P. Blair Jr. (en)       | Républicain                         | 4 mars 1861 - 10 juin 1864      | 37e , 38e   | Élu en 1860. Réélu en 1862. perd la contestation de son élection. |                   |
| Samuel Knox (en)                | Parti Unioniste Inconditionnel (en) | 10 juin 1864 - 3 mars 1865      | 38e         | Remporte la contestation de son élection. perd sa réélection. |                   |
| John Hogan (en)                 | Démocrate                           | 4 mars 1865 - 3 mars 1867       | 39e         | Élu en 1864. perd sa réélection. |                   |
| William A. Pile (en)            | Républicain                         | 4 mars 1867 - 3 mars 1869       | 40e         | Élu en 1866. perd sa réélection. |                   |
| Erastus Wells (en)              | Démocrate                           | 4 mars 1869 - 3 mars 1873       | 41e , 42e   | Élu en 1868. Réélu en 1870. Redécoupage vers le 2e district. |                   |
| Edwin O. Stanard (en)           | Républicain                         | 4 mars 1873 - 3 mars 1875       | 43e         | Élu en 1872. perd sa réélection. |                   |
| Edward C. Kehr (en)             | Démocrate                           | 4 mars 1875 - 1877              | 44e         | Élu en 1874. perd sa réélection. |                   |
| Anthony F. Ittner (en)          | Républicain                         | 4 mars 1877 - 3 mars 1879       | 45e         | Élu en 1876. Retrait. |                   |
| Martin L. Clardy (en)           | Démocrate                           | 3 mars 1879 - 3 mars 1883       | 46e , 47e   | Élu en 1878. Réélu en 1880. Redécoupage vers le 10e district. |                   |
| William H. Hatch (en)           | Démocrate                           | 4 mars 1883 - 3 mars 1895       | 48e - 53e   | Redécoupage depuis le 12e district et réélu en 1882. Réélu en 1884. Réélu en 1886. Réélu en 1888. Réélu en 1890. Réélu en 1892. perd sa réélection. |                   |
| Charles N. Clark (en)           | Républicain                         | 4 mars 1895 - 3 mars 1897       | 54e         | Élu en 1894. Retrait. |                   |
| Vacant                          | Vacant                              | 4 mars 1897 - 1er juin 1897     | 55e         | |                   |
| James T. Lloyd (en)             | Démocrate                           | 1er juin 1897 - 3 mars 1917     | 55e - 64e   | Élu après la mort du Représentant-élu Richard P. Giles. Réélu en 1898. Réélu en 1900. Réélu en 1902. Réélu en 1904. Réélu en 1906. Réélu en 1908. Réélu en 1910. Réélu en 1912. Réélu en 1914. Retrait.                                                |                   |
| Milton A. Romjue (en)           | Démocrate                           | 4 mars 1917 - 3 mars 1921       | 65e , 66e   | Élu en 1916. Réélu en 1918. perd sa réélection. |                   |
| Frank C. Millspaugh (en)        | Républicain                         | 4 mars 1921 - 5 décembre 1922   | 67e         | Élu en 1920. perd sa réélection et démissionne. |                   |
| Vacant                          | Vacant                              | 5 décembre 1922 - 3 mars 1923   | 67e         | |                   |
| Milton A. Romjue (en)           | Démocrate                           | 4 mars 1923 - 3 mars 1933       | 68e - 72e   | Élu en 1922. Réélu en 1924. Réélu en 1926. Réélu en 1928. Réélu en 1930. Redécoupage vers le district at-large. |                   |
| District supprimé               | District supprimé                   | 4 mars 1933 - 3 janvier 1935    | 73e         | Les Représentants sont élus sur un seul bulletin de vote. |                   |
| Milton A. Romjue (en)           | Démocrate                           | 3 janvier 1935 - 3 janvier 1943 | 74e - 77e   | Redécoupage depuis le district at-large et réélu en 1934. Réélu en 1936. Réélu en 1938. Réélu en 1940. perd sa réélection. |                   |
| Samuel W. Arnold (en)           | Républicain                         | 3 janvier 1943 - 3 janvier 1949 | 78e - 80e   | Élu en 1942. Réélu en 1944. Réélu en 1946. perd sa réélection. |                   |
| Clare Magee (en)                | Démocrate                           | 3 janvier 1949 - 3 janvier 1953 | 81e , 82e   | Élu en 1948. Réélu en 1950. Retrait. |                   |
| Frank M. Karsten (en)           | Démocrate                           | 3 janvier 1953 - 3 janvier 1969 | 83e - 90e   | Redécoupage depuis le 13e district et réélu en 1952. Réélu en 1954. Réélu en 1956. Réélu en 1958. Réélu en 1960. Réélu en 1962. Réélu en 1964. Réélu en 1966. Retrait.                                                                                 | 1953–1963         |
| Frank M. Karsten (en)           | Démocrate                           | 3 janvier 1953 - 3 janvier 1969 | 83e - 90e   | Redécoupage depuis le 13e district et réélu en 1952. Réélu en 1954. Réélu en 1956. Réélu en 1958. Réélu en 1960. Réélu en 1962. Réélu en 1964. Réélu en 1966. Retrait.                                                                                 | 1963–1973         |
| Frank M. Karsten (en)           | Démocrate                           | 3 janvier 1953 - 3 janvier 1969 | 83e - 90e   | Redécoupage depuis le 13e district et réélu en 1952. Réélu en 1954. Réélu en 1956. Réélu en 1958. Réélu en 1960. Réélu en 1962. Réélu en 1964. Réélu en 1966. Retrait.                                                                                 | 1963–1973         |
| Bill Clay                       | Démocrate                           | 3 janvier 1969 - 3 janvier 2001 | 91e - 106e  | Élu en 1968. Réélu en 1970. Réélu en 1972. Réélu en 1974. Réélu en 1976. Réélu en 1978. Réélu en 1980. Réélu en 1982. Réélu en 1984. Réélu en 1986. Réélu en 1988. Réélu en 1990. Réélu en 1992. Réélu en 1994. Réélu en 1996. Réélu en 1998. Retrait. |                   |
| Bill Clay                       | Démocrate                           | 3 janvier 1969 - 3 janvier 2001 | 91e - 106e  | Élu en 1968. Réélu en 1970. Réélu en 1972. Réélu en 1974. Réélu en 1976. Réélu en 1978. Réélu en 1980. Réélu en 1982. Réélu en 1984. Réélu en 1986. Réélu en 1988. Réélu en 1990. Réélu en 1992. Réélu en 1994. Réélu en 1996. Réélu en 1998. Retrait. | 1973–1983         |
| Bill Clay                       | Démocrate                           | 3 janvier 1969 - 3 janvier 2001 | 91e - 106e  | Élu en 1968. Réélu en 1970. Réélu en 1972. Réélu en 1974. Réélu en 1976. Réélu en 1978. Réélu en 1980. Réélu en 1982. Réélu en 1984. Réélu en 1986. Réélu en 1988. Réélu en 1990. Réélu en 1992. Réélu en 1994. Réélu en 1996. Réélu en 1998. Retrait. | 1983–1993         |
| Bill Clay                       | Démocrate                           | 3 janvier 1969 - 3 janvier 2001 | 91e - 106e  | Élu en 1968. Réélu en 1970. Réélu en 1972. Réélu en 1974. Réélu en 1976. Réélu en 1978. Réélu en 1980. Réélu en 1982. Réélu en 1984. Réélu en 1986. Réélu en 1988. Réélu en 1990. Réélu en 1992. Réélu en 1994. Réélu en 1996. Réélu en 1998. Retrait. | 1993–2003         |
| Lacy Clay                       | Démocrate                           | 3 janvier 2001 - 3 janvier 2021 | 107e - 116e | Élu en 2000. Réélu en 2002. Réélu en 2004. Réélu en 2006. Réélu en 2008. Réélu en 2010. Réélu en 2012. Réélu en 2014. Réélu en 2016. Réélu en 2018. perd sa renomination.                                                                              |                   |
| Lacy Clay                       | Démocrate                           | 3 janvier 2001 - 3 janvier 2021 | 107e - 116e | Élu en 2000. Réélu en 2002. Réélu en 2004. Réélu en 2006. Réélu en 2008. Réélu en 2010. Réélu en 2012. Réélu en 2014. Réélu en 2016. Réélu en 2018. perd sa renomination.                                                                              | 2003–2013         |
| Lacy Clay                       | Démocrate                           | 3 janvier 2001 - 3 janvier 2021 | 107e - 116e | Élu en 2000. Réélu en 2002. Réélu en 2004. Réélu en 2006. Réélu en 2008. Réélu en 2010. Réélu en 2012. Réélu en 2014. Réélu en 2016. Réélu en 2018. perd sa renomination.                                                                              | 2013–2023         |
| Cori Bush                       | Démocrate                           | 3 janvier 2021 - 3 janvier 2025 | 117e , 118e | Élue en 2020. Réélue en 2022. Perd sa nomination en 2025 |                   |
| Cori Bush                       | Démocrate                           | 3 janvier 2021 - 3 janvier 2025 | 117e , 118e | Élue en 2020. Réélue en 2022. Perd sa nomination en 2025 | 2023–Présent      |
| Wesley Bell                     | Démocrate                           | 3 janvier 2025 - Présent        | 119e        | Élu en 2024 |                   |

## Résultats des récentes élections
Voici les résultats des dix précédents cycles électoraux dans le district.

### 2004
| Élection de 2004 du 1er district congressionnel du Missouri | Élection de 2004 du 1er district congressionnel du Missouri | Élection de 2004 du 1er district congressionnel du Missouri | Élection de 2004 du 1er district congressionnel du Missouri | Élection de 2004 du 1er district congressionnel du Missouri |
| ----------------------------------------------------------- | ----------------------------------------------------------- | ----------------------------------------------------------- | ----------------------------------------------------------- | ----------------------------------------------------------- |
| Parti                                                       | Parti                                                       | Candidat                                                    | Votes                                                       | %                                                           |
|                                                             | Démocrate                                                   | Lacy Clay (sortant)                                         | 213 658                                                     | 73,0                                                        |
|                                                             | Républicain                                                 | Leslie L. Farr II                                           | 64 791                                                      | 22,1                                                        |
|                                                             | Constitution                                                | Robert Rehbein                                              | 10 404                                                      | 3,6                                                         |
|                                                             | Libertarien                                                 | Terry Chadwick                                              | 3937                                                        | 1,3                                                         |
| Total des votes                                             | Total des votes                                             | Total des votes                                             | 283 771                                                     | 100 %                                                       |
|                                                             | Les Démocrates conservent                                   |                                                             |                                                             |                                                             |

### 2006
| Élection de 2006 du 1er district congressionnel du Missouri | Élection de 2006 du 1er district congressionnel du Missouri | Élection de 2006 du 1er district congressionnel du Missouri | Élection de 2006 du 1er district congressionnel du Missouri | Élection de 2006 du 1er district congressionnel du Missouri |
| ----------------------------------------------------------- | ----------------------------------------------------------- | ----------------------------------------------------------- | ----------------------------------------------------------- | ----------------------------------------------------------- |
| Parti                                                       | Parti                                                       | Candidat                                                    | Votes                                                       | %                                                           |
|                                                             | Démocrate                                                   | Lacy Clay (sortant)                                         | 141 574                                                     | 72,9                                                        |
|                                                             | Républicain                                                 | Mark J. Byrne                                               | 47 893                                                      | 24,7                                                        |
|                                                             | Libertarien                                                 | Robb E. Cunningham                                          | 4 768                                                       | 2,5                                                         |
| Total des votes                                             | Total des votes                                             | Total des votes                                             | 194 235                                                     | 100 %                                                       |
|                                                             | Les Démocrates conservent                                   |                                                             |                                                             |                                                             |

### 2008
| Élection de 2008 du 1er district congressionnel du Missouri | Élection de 2008 du 1er district congressionnel du Missouri | Élection de 2008 du 1er district congressionnel du Missouri | Élection de 2008 du 1er district congressionnel du Missouri | Élection de 2008 du 1er district congressionnel du Missouri |
| ----------------------------------------------------------- | ----------------------------------------------------------- | ----------------------------------------------------------- | ----------------------------------------------------------- | ----------------------------------------------------------- |
| Parti                                                       | Parti                                                       | Candidat                                                    | Votes                                                       | %                                                           |
|                                                             | Démocrate                                                   | Lacy Clay (sortant)                                         | 242 570                                                     | 88,1                                                        |
|                                                             | Libertarien                                                 | Robb E, Cunningham                                          | 32 700                                                      | 11,9                                                        |
|                                                             | Write-In                                                    | Damien Johnson                                              | 7                                                           | 0,0                                                         |
| Total des votes                                             | Total des votes                                             | Total des votes                                             | 275 277                                                     | 100 %                                                       |
|                                                             | Les Démocrates conservent                                   |                                                             |                                                             |                                                             |

### 2010
| Élection de 2010 du 1er district congressionnel du Missouri | Élection de 2010 du 1er district congressionnel du Missouri | Élection de 2010 du 1er district congressionnel du Missouri | Élection de 2010 du 1er district congressionnel du Missouri | Élection de 2010 du 1er district congressionnel du Missouri |
| ----------------------------------------------------------- | ----------------------------------------------------------- | ----------------------------------------------------------- | ----------------------------------------------------------- | ----------------------------------------------------------- |
| Parti                                                       | Parti                                                       | Candidat                                                    | Votes                                                       | %                                                           |
|                                                             | Démocrate                                                   | Lacy Clay (sortant)                                         | 135 907                                                     | 73,6                                                        |
|                                                             | Républicain                                                 | Robyn Hamlin                                                | 43 649                                                      | 23,6                                                        |
|                                                             | Libertarien                                                 | Julie Stone                                                 | 5 223                                                       | 2,8                                                         |
| Total des votes                                             | Total des votes                                             | Total des votes                                             | 184 779                                                     | 100 %                                                       |
|                                                             | Les Démocrates conservent                                   |                                                             |                                                             |                                                             |

### 2012
| Élection de 2012 du 1er district congressionnel du Missouri | Élection de 2012 du 1er district congressionnel du Missouri | Élection de 2012 du 1er district congressionnel du Missouri | Élection de 2012 du 1er district congressionnel du Missouri | Élection de 2012 du 1er district congressionnel du Missouri |
| ----------------------------------------------------------- | ----------------------------------------------------------- | ----------------------------------------------------------- | ----------------------------------------------------------- | ----------------------------------------------------------- |
| Parti                                                       | Parti                                                       | Candidat                                                    | Votes                                                       | %                                                           |
|                                                             | Démocrate                                                   | Lacy Clay (sortant)                                         | 267 927                                                     | 78.7                                                        |
|                                                             | Républicain                                                 | Robyn Hamlyn                                                | 60 832                                                      | 17.9                                                        |
|                                                             | Libertarien                                                 | Robb Cunningham                                             | 11 824                                                      | 3.5                                                         |
| Total des votes                                             | Total des votes                                             | Total des votes                                             | 340 583                                                     | 100 %                                                       |
|                                                             | Les Démocrates conservent                                   |                                                             |                                                             |                                                             |

### 2014
| Élection de 2014 du 1er district congressionnel du Missouri | Élection de 2014 du 1er district congressionnel du Missouri | Élection de 2014 du 1er district congressionnel du Missouri | Élection de 2014 du 1er district congressionnel du Missouri | Élection de 2014 du 1er district congressionnel du Missouri |
| ----------------------------------------------------------- | ----------------------------------------------------------- | ----------------------------------------------------------- | ----------------------------------------------------------- | ----------------------------------------------------------- |
| Parti                                                       | Parti                                                       | Candidat                                                    | Votes                                                       | %                                                           |
|                                                             | Démocrate                                                   | Lacy Clay (sortant)                                         | 119 315                                                     | 73.0                                                        |
|                                                             | Républicain                                                 | Daniel J. Elder                                             | 35 273                                                      | 21,6                                                        |
|                                                             | Libertarien                                                 | Robb E. Cunningham                                          | 8 906                                                       | 5,4                                                         |
| Total des votes                                             | Total des votes                                             | Total des votes                                             | 163 494                                                     | 100 %                                                       |
|                                                             | Les Démocrates conservent                                   |                                                             |                                                             |                                                             |

### 2016
| Élection de 2016 du 1er district congressionnel du Missouri | Élection de 2016 du 1er district congressionnel du Missouri | Élection de 2016 du 1er district congressionnel du Missouri | Élection de 2016 du 1er district congressionnel du Missouri | Élection de 2016 du 1er district congressionnel du Missouri |
| ----------------------------------------------------------- | ----------------------------------------------------------- | ----------------------------------------------------------- | ----------------------------------------------------------- | ----------------------------------------------------------- |
| Parti                                                       | Parti                                                       | Candidat                                                    | Votes                                                       | %                                                           |
|                                                             | Démocrate                                                   | Lacy Clay (sortant)                                         | 236 993                                                     | 75,5                                                        |
|                                                             | Républicain                                                 | Steven Bailey                                               | 62 714                                                      | 20,0                                                        |
|                                                             | Libertarien                                                 | Robb Cunningham                                             | 14 317                                                      | 4,5                                                         |
| Total des votes                                             | Total des votes                                             | Total des votes                                             | 314 024                                                     | 100 %                                                       |
|                                                             | Les Démocrates conservent                                   |                                                             |                                                             |                                                             |

### 2018
| Élection de 2018 du 1er district congressionnel du Missouri | Élection de 2018 du 1er district congressionnel du Missouri | Élection de 2018 du 1er district congressionnel du Missouri | Élection de 2018 du 1er district congressionnel du Missouri | Élection de 2018 du 1er district congressionnel du Missouri |
| ----------------------------------------------------------- | ----------------------------------------------------------- | ----------------------------------------------------------- | ----------------------------------------------------------- | ----------------------------------------------------------- |
| Parti                                                       | Parti                                                       | Candidat                                                    | Votes                                                       | %                                                           |
|                                                             | Démocrate                                                   | Lacy Clay (sortant)                                         | 219 781                                                     | 80,1                                                        |
|                                                             | Républicain                                                 | Robert Vroman                                               | 45 867                                                      | 16,7                                                        |
|                                                             | Libertarien                                                 | Robb Cunningham                                             | 8 727                                                       | 3,2                                                         |
| Total des votes                                             | Total des votes                                             | Total des votes                                             | 274 375                                                     | 100 %                                                       |
|                                                             | Les Démocrates conservent                                   |                                                             |                                                             |                                                             |

### 2020
| Élection de 2020 du 1er district congressionnel du Missouri | Élection de 2020 du 1er district congressionnel du Missouri | Élection de 2020 du 1er district congressionnel du Missouri | Élection de 2020 du 1er district congressionnel du Missouri | Élection de 2020 du 1er district congressionnel du Missouri |
| ----------------------------------------------------------- | ----------------------------------------------------------- | ----------------------------------------------------------- | ----------------------------------------------------------- | ----------------------------------------------------------- |
| Parti                                                       | Parti                                                       | Candidat                                                    | Votes                                                       | %                                                           |
|                                                             | Démocrate                                                   | Cory Bush                                                   | 249 087                                                     | 78,8                                                        |
|                                                             | Républicain                                                 | Anthony Rogers                                              | 59 940                                                      | 19,0                                                        |
|                                                             | Libertarien                                                 | Alex Furman                                                 | 6 766                                                       | 2,1                                                         |
|                                                             | Indépendant                                                 | Martin Baker (write-in)                                     | 378                                                         | 0,1                                                         |
| Total des votes                                             | Total des votes                                             | Total des votes                                             | 316 171                                                     | 100 %                                                       |
|                                                             | Les Démocrates conservent                                   |                                                             |                                                             |                                                             |

### 2022
| Primaire Démocrate de 2022 du 1er district congressionnel de l'Iowa | Primaire Démocrate de 2022 du 1er district congressionnel de l'Iowa | Primaire Démocrate de 2022 du 1er district congressionnel de l'Iowa | Primaire Démocrate de 2022 du 1er district congressionnel de l'Iowa | Primaire Démocrate de 2022 du 1er district congressionnel de l'Iowa |
| ------------------------------------------------------------------- | ------------------------------------------------------------------- | ------------------------------------------------------------------- | ------------------------------------------------------------------- | ------------------------------------------------------------------- |
| Parti                                                               | Parti                                                               | Candidat                                                            | Votes                                                               | %                                                                   |
|                                                                     | Démocrate                                                           | Cory Bush (sortante)                                                | 65 326                                                              | 69,5                                                                |
|                                                                     | Démocrate                                                           | Steve Roberts                                                       | 25 015                                                              | 26,6                                                                |
|                                                                     | Démocrate                                                           | Michael Daniels                                                     | 1 683                                                               | 1,8                                                                 |
|                                                                     | Démocrate                                                           | Ronald Harshaw                                                      | 1 065                                                               | 1,1                                                                 |
|                                                                     | Démocrate                                                           | Earl Childress                                                      | 6 929                                                               | 1,0                                                                 |

| Primaire Républicaine de 2022 du 1er district congressionnel du Missouri | Primaire Républicaine de 2022 du 1er district congressionnel du Missouri | Primaire Républicaine de 2022 du 1er district congressionnel du Missouri | Primaire Républicaine de 2022 du 1er district congressionnel du Missouri | Primaire Républicaine de 2022 du 1er district congressionnel du Missouri |
| ------------------------------------------------------------------------ | ------------------------------------------------------------------------ | ------------------------------------------------------------------------ | ------------------------------------------------------------------------ | ------------------------------------------------------------------------ |
| Parti                                                                    | Parti                                                                    | Candidat                                                                 | Votes                                                                    | %                                                                        |
|                                                                          | Républicain                                                              | Andrew Jones Jr.                                                         | 6 937                                                                    | 42,4                                                                     |
|                                                                          | Républicain                                                              | Steven Jordan                                                            | 5 153                                                                    | 31,5                                                                     |
|                                                                          | Républicain                                                              | Laura Mithcell-Riley                                                     | 4 260                                                                    | 26,1                                                                     |

| Primaire Libertarienne de 2022 du 1er district congressionnel du Missouri | Primaire Libertarienne de 2022 du 1er district congressionnel du Missouri | Primaire Libertarienne de 2022 du 1er district congressionnel du Missouri | Primaire Libertarienne de 2022 du 1er district congressionnel du Missouri | Primaire Libertarienne de 2022 du 1er district congressionnel du Missouri |
| ------------------------------------------------------------------------- | ------------------------------------------------------------------------- | ------------------------------------------------------------------------- | ------------------------------------------------------------------------- | ------------------------------------------------------------------------- |
| Parti                                                                     | Parti                                                                     | Candidat                                                                  | Votes                                                                     | %                                                                         |
|                                                                           | Libertarien                                                               | George Zsidisin                                                           | 206                                                                       | 100,0                                                                     |

| Élection de 2022 du 1er district congressionnel du Missouri | Élection de 2022 du 1er district congressionnel du Missouri | Élection de 2022 du 1er district congressionnel du Missouri | Élection de 2022 du 1er district congressionnel du Missouri | Élection de 2022 du 1er district congressionnel du Missouri |
| ----------------------------------------------------------- | ----------------------------------------------------------- | ----------------------------------------------------------- | ----------------------------------------------------------- | ----------------------------------------------------------- |
| Parti                                                       | Parti                                                       | Candidat                                                    | Votes                                                       | %                                                           |
|                                                             | Démocrate                                                   | Cory Bush (sortante)                                        | 160 999                                                     | 72,9                                                        |
|                                                             | Républicain                                                 | Andrew Jones Jr.                                            | 53 767                                                      | 24,3                                                        |
|                                                             | Libertarien                                                 | George Zsidisin                                             | 6192                                                        | 2,8                                                         |
|                                                             | Write-In                                                    | Write-In                                                    | 7                                                           | 0,0                                                         |
| Total des votes                                             | Total des votes                                             | Total des votes                                             | 220 965                                                     | 100 %                                                       |
|                                                             | Les Démocrates conservent                                   |                                                             |                                                             |                                                             |

### 2024
| Primaire Démocrate de 2024 du 1er district congressionnel du Missouri | Primaire Démocrate de 2024 du 1er district congressionnel du Missouri | Primaire Démocrate de 2024 du 1er district congressionnel du Missouri | Primaire Démocrate de 2024 du 1er district congressionnel du Missouri | Primaire Démocrate de 2024 du 1er district congressionnel du Missouri |
| --------------------------------------------------------------------- | --------------------------------------------------------------------- | --------------------------------------------------------------------- | --------------------------------------------------------------------- | --------------------------------------------------------------------- |
| Parti                                                                 | Parti                                                                 | Candidat                                                              | Votes                                                                 | %                                                                     |
|                                                                       | Démocrate                                                             | Wesley Bell                                                           | 63 521                                                                | 51,1                                                                  |
|                                                                       | Démocrate                                                             | Cory Bush (sortante)                                                  | 56 723                                                                | 45,6                                                                  |
|                                                                       | Démocrate                                                             | Maria Chappelle-Nadal                                                 | 3279                                                                  | 2,6                                                                   |
|                                                                       | Démocrate                                                             | Ron Harshaw                                                           | 735                                                                   | 0,6                                                                   |

| Primaire Républicaine de 2022 du 1er district congressionnel du Missouri | Primaire Républicaine de 2022 du 1er district congressionnel du Missouri | Primaire Républicaine de 2022 du 1er district congressionnel du Missouri | Primaire Républicaine de 2022 du 1er district congressionnel du Missouri | Primaire Républicaine de 2022 du 1er district congressionnel du Missouri |
| ------------------------------------------------------------------------ | ------------------------------------------------------------------------ | ------------------------------------------------------------------------ | ------------------------------------------------------------------------ | ------------------------------------------------------------------------ |
| Parti                                                                    | Parti                                                                    | Candidat                                                                 | Votes                                                                    | %                                                                        |
|                                                                          | Républicain                                                              | Andrew Jones Jr.                                                         | 4209                                                                     | 26,9                                                                     |
|                                                                          | Républicain                                                              | Stan Hall                                                                | 4008                                                                     | 25,6                                                                     |
|                                                                          | Républicain                                                              | Michael J. Hebron Sr.                                                    | 3247                                                                     | 20,7                                                                     |
|                                                                          | Républicain                                                              | Laura Mitchell-Riley                                                     | 3215                                                                     | 20,5                                                                     |
|                                                                          | Républicain                                                              | Timothy Gartin                                                           | 996                                                                      | 6,4                                                                      |

| Primaire Libertarienne de 2022 du 1er district congressionnel du Missouri | Primaire Libertarienne de 2022 du 1er district congressionnel du Missouri | Primaire Libertarienne de 2022 du 1er district congressionnel du Missouri | Primaire Libertarienne de 2022 du 1er district congressionnel du Missouri | Primaire Libertarienne de 2022 du 1er district congressionnel du Missouri |
| ------------------------------------------------------------------------- | ------------------------------------------------------------------------- | ------------------------------------------------------------------------- | ------------------------------------------------------------------------- | ------------------------------------------------------------------------- |
| Parti                                                                     | Parti                                                                     | Candidat                                                                  | Votes                                                                     | %                                                                         |
|                                                                           | Libertarien                                                               | Rochelle Riggins                                                          | 272                                                                       | 100%                                                                      |

| Élection de 2022 du 1er district congressionnel du Missouri | Élection de 2022 du 1er district congressionnel du Missouri | Élection de 2022 du 1er district congressionnel du Missouri | Élection de 2022 du 1er district congressionnel du Missouri | Élection de 2022 du 1er district congressionnel du Missouri |
| ----------------------------------------------------------- | ----------------------------------------------------------- | ----------------------------------------------------------- | ----------------------------------------------------------- | ----------------------------------------------------------- |
| Parti                                                       | Parti                                                       | Candidat                                                    | Votes                                                       | %                                                           |
|                                                             | Démocrate                                                   | Wesley Bell                                                 | TBD                                                         | TBD                                                         |
|                                                             | Républicain                                                 | Andrew Jones Jr.                                            | TBD                                                         | TBD                                                         |
|                                                             | Libertarien                                                 | Rochelle Riggins                                            | TBD                                                         | TBD                                                         |
|                                                             | Vert                                                        | Don Fitz                                                    | TBD                                                         | TBD                                                         |
|                                                             | Indépendant                                                 | Blake Ashby                                                 | TBD                                                         | TBD                                                         |
| Total des votes                                             | Total des votes                                             | Total des votes                                             | TBD                                                         | 100 %                                                       |
|                                                             |                                                             |                                                             |                                                             |                                                             |